# نبيل راغب
نبيل راغب (1940-2017) هو ناقد وكاتب ومفكر وأديب مصري معاصر من مواليد طنطا عام 1940. حصل على ليسانس الآداب من كلية الآداب جامعة القاهرة قسم الأدب الإنجليزى ثم شهادتى الماجستير والدكتوراه من جامعتى القاهرة ولانكستر بإنجلترا.عمل كأستاذ ورئيس لقسم النقد الفنى بالمعهد العالي للنقد الفنى بأكاديمية الفنون بالهرم ثم عميدا للمعهد لثلاث فترات متتالية.كما عمل كمستشار لوزير الثقافة في مصر من عام 1969 إلى 1973.بعد ذلك عمل مستشارا للرئيس الراحل محمد أنور السادات من 1975 إلى 1981. عمل كأستاذ زائر بجامعة إكسيتر بإنجلترا من عام 1982 إلى 1986 . توفي يوم 12 فبراير 2017 عن عمر ناهز 77 عاما.

## الشهادات الجامعية
- ليسانس اللغة الإنجليزية وآدابها – جامعة القاهرة – 1960.
- ماجستير في الأدب الإنجليزي في موضوع «مفهوم الحب في مسرح برنارد شو» 1967.
- دبلوم في اللغويات الإنجليزية التطبيقية – جامعة لانكستر – إنجلترا 1972.
- دكتوراه في الأدب الإنجليزي في موضوع «مفهوم الطبيعة في أعمال جورج ميرديث» 1976.

## التدرج الوظيفى والعمل الجامعى
- مدرس الأدب الإنجليزي كلية الألسن (1960 – 1975)
- أستاذ مساعد للنقد بالمعهد العالى للنقد الفنى بأكاديمية الفنون بالهرم (1975 – 1981).
- أستاذ النقد الأدبى بأكاديمية الفنون من عام 1981 وحتى وفاته.
- أستاذ زائر بجامعة إكسيتر بانجلترا – مادة الأدب المصري المعاصر (1971 – 1974).

- أستاذ وعميد المعهد العالي للنقد الفني بأكاديمية الفنون لمدة ثلاث فترات بداية من عام 1989.
- رئيس قسم النقد الأدبي بالمعهد العالي للنقد الفني عام 1994.
- مستشار وزير الثقافة الكاتب يوسف السباعي عام (1972-1974).
- المستشار الثقافي للسيد رئيس الجمهورية محمد أنور السادات من (1974-1981).
- مدير تحرير «مجلة الجديد» عام (1974 – 1981).
- أمين لجنة الدراسات الأدبية بالمجلس الأعلى للثقافة عام (1978 – 1982).
- كاتب بجريدة الأهرام من عام (1974 – 1981).
- أستاذ النقد الفنى بكلية الإعلام بجامعة مصر للعلوم والتكنولوجيا.

## العضويات والأمانات
- عضو اتحاد الكتاب.
- عضو بنقابة المهن السينمائية والمسرحية.
- عضو مؤتمرات الأدباء العرب والمستشرقين في الخارج.
- أمين لجنة الدراسات الأدبية بالمجلس الأعلى للثقافة عام (1978 – 1982).
- عضو المجلس الأعلى للجامعات.

## الكتب والمؤلفات
كان الدكتور نبيل راغب غزير الإنتاج حيث تنوعت كتاباته ما بين الدراسات النقدية والسياسية والفلسفية والثقافية والحضارية فتعدت مؤلفاته المائة مؤلف، وألف أيضا 31 رواية وقصة تحول بعضها إلى أفلام سنيمائية مثل جبروت امرأة وخيوط العنكبوت وغرام الأفاعى ومسلسل برج الأكابر للتلفزيون المصري، هذا إلى جانب الكثير من الكتابات والدراسات التي نشرت في الصحف المصرية والعربية والأجنبية. كما شارك في العديد من المؤتمرات والندوات والمهرجانات الفنية والسياسية العربية والدولية. وفيما يلى قائمة بمؤلفاته:

### الدراسات الأكاديمية والنقدية
1. قضية الشكل الفني عند نجيب محفوظ – الهيئة المصرية للكتاب 1967.
2. فن الرواية عند يوسف السباعي – مكتبة الفن 1972.
3. مدارس الأدب العالمي – الهيئة المصرية للكتاب 1974.
4. المذاهب الأدبية من الكلاسيكية إلى العبثية مكتبة مصر 1977.
5. معالم الأدب العالمي المعاصر دار المعارف 1978
6. أدباء القرن العشرين جزء (1) وجزء (2) دار المعارف 1979.
7. موسوعة أدباء أمريكا جزء (1) وجزء (2) دار المعارف 1979.
8. معالم الثقافة الأمريكية (دراسة موسوعية) دار المعارف 1980.
9. التفسير العلمي للأدب (الحائز على جائزة اليونسكو) المركز الثقافي الجامعي 1980.
10. الاشتراكية والحب عند برناردشو – الهيئة المصرية للكتاب 1980.
11. دليل الناقد الأدبي – مكتبة غريب 1981.
12. دليل الناقد الفني – مكتبة غريب 1981.
13. فن المسرح عند يوسف ادريس - مكتبة غريب 1981.
14. النقد الفني – دار المعارف 1981.
15. الدراما الواقعية عند نعمان عاشور – الهيئة العامة للكتاب 1982.
16. القواعد الذهبية لإتقان اللغة العربية – مكتبة غريب 1983.
17. موجز قواعد اللغة الإنجليزية – مكتبة مصر 1984.
18. لغة المسرح عند الفريد فرج – الهيئة المصرية للكتاب 1985.
19. هدى شعراوي وعصر التنوير – الهيئة المصرية للكتاب 1987.
20. موسوعة الفكر الأدبي – الهيئة المصرية للكتاب 1988.
21. مسرح التحولات الاجتماعية – الهيئة المصرية للكتاب 1990.
22. الملحمة الإلهية – دار الثقافة 1990.
23. فن التأليف الروائي – مكتبة مصر 1992.
24. نقاد الأدب – الهيئة المصرية للكتاب 1993.
25. فن العرض المسرحي – دار لونجمان 1995.
26. أساسيات النقد الفني - دار لونجمان 1995.
27. فنون الأدب العالمي - دار لونجمان 1996.
28. موسوعة النظريات الأدبية - دار لونجمان 1996.
29. المصطلحات الفنية والأدبية – دار النديم 1996.
30. أصول الكوميديا الراقبة – الهيئة المصرية للكتاب 1996.
31. محمد تيمور رائدا للتحديث الأدبي – الهيئة المصرية للكتاب 1996.
32. أصول الصنعة الأدبية – المجلس الأعلى للشباب والرياضة 1996.
33. علم النقد الأدبي – الهيئة المصرية للكتاب 1997.
34. توفيق الحكيم ناقدا مسرحياً – المركز القومي للمسرح 1999.
35. الأدب الساخر - مكتبة الأسرة - 2000
36. عناصر البلاغة الأدبية - الهيئة المصرية العامة للكتاب - 2003.
37. موسوعة النظريات الأدبية – دار لونجمان 2003.
38. أزمة الأدب النسوي – المكتبة الأكاديمية.

### المؤلفات الفكرية والسياسية
1. أنور السادات رائدا للتأصيل الفكري – دار المعارف 1975.
2. مستقبل الديمقراطية في مصر – الهيئة العامة للاستعلامات 1980.
3. أعلام التنوير المعاصر – الهيئة العامة للكتاب 1988.
4. أعمدة الأسرة السبعة – مكتبة المحبة 1988.
5. الخوف من المجهول – مكتبة المحبة 1988.
6. شرف الكلمة – مكتبة المحبة 1988.
7. سجن القلق – مكتبة المحبة 1988.
8. بئر الإدمان – مكتبة المحبة 1988.
9. العنف يجتاح العالم – مكتبة المحبة 1988.
10. موسوعة الفكر القومي العربي – الهيئة المصرية للكتاب 1989.
11. الشخصية المصرية بين الحزن والمرح – دار الثقافة 1992.
12. زواج العلم والأدب – الهيئة المصرية للكتاب 1992.
13. عصر الإسكندرية الذهبي – الهيئة المصرية للكتاب 1993.
14. عزف على أوتار مشدودة – الهيئة المصرية للكتاب 1993.
15. العلم تجربة روحية – دار المعارف 1995.
16. أصول الريادة الحضارية – دراسة في فكر الشيخ زايد – مؤسسة الثقافة بأبي ظبي (1995).
17. أصول التنوير الفكري – دار انتصار بجدة 1995.
18. شباب اليوم (المشكلات والحلول) المجلس الأعلى للشباب والرياضة 1955.
19. الشخصية الزئبقية – الدار المصرية اللبنانية 1997.
20. ناصر 67 (شهادة إسرائيلية) – مكتبة مدبولي 1997.
21. تحديات الثقافة العربية – الهيئة المصرية للكتاب 1998.
22. لغة التعبير بالجسد – دار غريب 1998.
23. الحب الأفلاطوني – دار غريب 1998.
24. أسرار المطبخ السياسي – دار غريب 1998.
25. غسيل المخ – دار غريب 1998.
26. العمل الصحف المقروء والمسموع والمرئي – لونجمان 1999.
27. العناصر النمطية في السينما المصرية – المركز القومي للسينما 1999.
28. أقنعة العولمة السبعة – دار غريب 2001.
29. الوحدة الوطنية في الأدب المصرى -الهيئة المصرية العامة للكتاب - 2001.
30. موسوعة قواعد اللعبة السياسة – دار غريب 2002.
31. كيف تصبح أديبا - مهرجان القراءة للجميع - الهيئة المصرية العامة للكتاب - 2002
32. هيبة الدولة - دار غريب 2003.
33. الصحافة الصفراء - دار غريب 2004.
34. الغيبوبة العربية – دار غريب 2006.
35. معجم لونجمان للأخطاء الشائعة (إنجليزي – إنجليزي – عربي) – لونجمان 2007.
36. الحكومة الخفية في السياسة الأمريكية – دار غريب 2007.
37. تشريح الفكر الأمريكي – دار غريب 2009.
38. قاموس العرب (إنجليزي – عربي) – دار غريب 2007.
39. التيار الثوري في السياسة الأمريكية – المكتبة الأكاديمية 2010.
40. علم النقد السياسي – المكتبة الأكاديمية 2011.
41. فن السيناريو السياسي – المكتبة الأكاديمية 2012.
42. حكماء السياسة الأمريكية – المكتبة الأكاديمية 2012.
43. مسار الثقافة المصرية عبر العصور: دراسة مستفيضة عن مسار الثقافة المصري من عهد الفراعنة حتى العصر الحديث – صدرت عن المجلس الأعلى للثقافة 2013.
44. نظرية القوى الناعمة – المكتبة الأكاديمية 2016.
45. الطابور الخامس – المكتبة الأكاديمية 2017.
46. معجم الأجيال (قاموس عصري حديث في كل محتواياته)  د. نبيل راغب – د. وجدي رزق – دار لوجمان 2017.

### ترجـمـات
1. الليلة الأخيرة في القرن العشرين – دار كتابات معاصرة 1969.
2. ثورة الصيادين (رواية ألمانية) – دار كتابات معاصرة 1970.
3. أرض الضياع: تأليف ت – س – اليوت – ترجمة ودراسة وافية لهذه القصيدة المشهورة – الهيئة المصرية للكتاب 1987 (طبعة اولى) - المركز القومى للترجمة 2011 (طبعة ثانية).
4. فن الأداء - مقدمة نقدية- ترجمة منى سلام - مراجعة نبيل راغب - الهيئة المصرية العامة للكتاب - 1996.

### الروايــــات
1. الوصمة – مكتبة غريب – 1978.
2. البطانة – مكتبة غريب – 1979.
3. امرأة تحت الأقدام - مكتبة مصر - 1980.
4. جبروت أمرآة – مكتبة مصر 1981.
5. توابل الحب – مكتبة مصر – 1981.
6. سور الازبكية – مكتبة مصر – 1981.
7. سوق الجواري – مكتبة مصر – 1981.
8. عصر الحريم – مكتبة مصر – 1981.
9. الجيل الضائع –– مكتبة مصر -  1982.
10. غرام الأفاعي -  – مكتبة مصر – 1983.
11. شق الثعبان – مكتبة مصر – 1983.
12. قلعة الكبش – مكتبة مصر – 1984.
13. درب الشوك - – مكتبة مصر – 1985.
14. الكودية – مكتبة مصر – 1986.
15. بنات مصر الجديدة – مكتبة مدبولي – 1987.
16. بحر الظلمات – مكتبة مصر – 1988.
17. زمن الجنون – مكتبة غريب -  1988.
18. أنباء الرعد – مكتبة مصر – 1990.
19. البصرة حبيبتي – مكتبة مصر – 1990.
20. عاشقة الخريف – مكتبة مصر – 1991.
21. دماء غجرية – مكتبة مصر – 1993.
22. نزوة نوبية – مكتبة مصر – 1993.
23. شجرة العواصف (مجموعة قصص) – مكتبة مصر –1993.
24. سرقة توت عنخ آمون – دار ميد لايت للنشر – 1993.
25. شمهورش الجبار – دار ميد لايت للنشر – 1993.
26. موسم ذبح الإناث - – دار ميد لايت للنشر – 1993.
27. سفاح المعادي وقصص أخرى – دار الآمين – 1995.
28. أمرآة بلا قلب وقصص أخرى – دار الآمين – 1995.
29. بدر البدور – الشركة المصرية العالمية للنشر – لونجمان – 1998.
30. كرسي السلطان  – الشركة المصرية العالمية للنشر – لونجمان – 1998.
31. الخاتم السحرى  – الشركة المصرية العالمية للنشر – لونجمان – 2001.

### المسرحيــــات
1. هكذا تكلم على بابا – الهيئة المصرية للكتاب – 1977.

### سيناريوهات لأفلام انتجتها الكنيسة القبطية الأرثوذكسية
1. القديس أبانوب.
2. الأنبا صموئيل المعترف.
3. أبونا إبراهيم البسيط.
4. أبونا يسى ميخائيل.
5. القديس سمعان الخراز.
6. الأرشدياكون حبيب جرجس.
7. القديسة يوليتا وكرياكوس.